# Hoplopyga peruana
Hoplopyga peruana är en skalbaggsart som beskrevs av Moser 1912. Hoplopyga peruana ingår i släktet Hoplopyga och familjen Cetoniidae. Inga underarter finns listade i Catalogue of Life.